# 窪川駅
窪川駅（くぼかわえき）は、高知県高岡郡四万十町琴平町にある、四国旅客鉄道（JR四国）・土佐くろしお鉄道の駅である。駅番号はJR四国がK26、土佐くろしお鉄道がTK26。標高210 m。
四万十町の代表駅であり、全特急列車が停車する。観光特急列車「志国土佐 時代の夜明けのものがたり」は当駅で折り返す。

## 概要
JR四国の土讃線と、土佐くろしお鉄道の中村線の2路線が乗り入れ、土讃線は当駅が終点、中村線は当駅が起点である。また、1駅隣の若井駅を線路名称上の起点とするJR四国の予土線の列車も、全て中村線経由で当駅まで乗り入れているため、事実上3路線の接続駅となっている。
1951年（昭和26年）11月12日に日本国有鉄道（国鉄）土讃本線（現在の土讃線）の終着駅として開業し、その事実上の延長として中村線が1963年（昭和38年）12月18日に部分開業した。中村線を土讃本線の一部とせず独立させたことが赤字83線・特定地方交通線に指定される原因となり、国鉄分割民営化後の1988年（昭和63年）4月1日に中村線は土佐くろしお鉄道に移管された。
土讃線の特急列車は、当駅で折り返す「志国土佐 時代の夜明けのものがたり」以外の8往復全てが中村線と相互直通運転を行っており、乗務員は当駅で交替する。
なお、普通列車の直通運転は行われておらず、全て当駅で乗り換えとなっており、須崎・高知行と中村・宿毛行の最終列車は18時半台、宇和島行最終列車に至っては17時半台と非常に早い。

## 歴史
- 1951年（昭和26年）11月12日：日本国有鉄道（国鉄）土讃線の影野 - 当駅間開通に伴い、同線の終着駅として開業[1][4]。これに伴い、窪川本線（自動車線）の駅は「土佐窪川」から「窪川」に改称[5]。
  - 中村線開通までの、当駅でバスとの乗換を急ぐ旅客の様子は、宇高連絡船の宇野・高松での乗換と合わせて「四国三大走り」と呼ばれることがあった[6]。
- 1963年（昭和38年）12月18日：国鉄中村線の当駅 - 土佐佐賀間が開通。同時に土讃線が土讃本線に改称され、当駅は土讃本線と中村線の接続駅となる。
- 1973年（昭和48年）7月1日：貨物の取り扱いを廃止[4]。
- 1974年（昭和49年）
  - 3月1日：国鉄予土線の江川崎 - 若井間が開通し、当駅への乗り入れを開始。中村線が全線CTC化。
  - 9月：予土線が全線CTC化。
- 1984年（昭和59年）2月1日：貨物の取り扱いを終了[4]。
- 1986年（昭和61年）11月1日：土讃本線の高知 - 当駅間をCTC化。（新聞紙を除く）荷物扱い廃止[4]。
- 1987年（昭和62年）4月1日：国鉄分割民営化に伴い、四国旅客鉄道（JR四国）に承継[4]。
- 1988年（昭和63年）
  - 4月1日：中村線が土佐くろしお鉄道に転換[4]。
  - 4月10日：土讃本線の土佐山田 - 当駅間でワンマン運転開始。
  - 6月10日：土讃本線が土讃線に再改称。
- 1990年（平成2年）11月21日：土讃線の高知 - 当駅間の高速化工事完了（最高速度120 km/h、一部区間110 km/h）。
- 1997年（平成9年）10月1日：中村線の高速化工事完了（最高速度110 km/h）。
- 2006年（平成18年）3月1日：JR四国・土佐くろしお鉄道ともに駅番号表示を開始。

## 駅構造
地上駅であるが、JR四国と土佐くろしお鉄道の駅舎は別々となっている。土讃線から中村線への乗り換え時のみ、構内のホームにある中間改札が使用される。

### 四国旅客鉄道（JR四国）
終日社員配置駅。ただし、しまんトロッコ運転日では駅係員が「しまんトロッコ」の入換作業に従事するため、12時台は一時的に窓口が閉鎖される。
みどりの窓口、自動券売機設置。土佐くろしお鉄道の乗車券類は発売しないが、若井接続予土線連絡乗車券は当駅の窓口・券売機でも発売している。ただし、若井駅は土佐くろしお鉄道の管轄駅であるため、同駅で下車する場合は土佐くろしお鉄道の窓口で乗車券を購入する必要があるほか、青春18きっぷ利用者で当駅から乗車して予土線家地川駅以遠に向かう場合も同様に、土佐くろしお鉄道の窪川 - 若井駅間の乗車券が必要となる。
駅舎は平屋建てで、単式ホーム1面1線と島式ホーム1面2線の計2面3線を有する。駅舎とホームとの間は跨線橋で連絡する。特急列車は2・3番のりば、「しまんトロッコ」も含めた宇和島方面の列車は単式ホームの4番のりばから発車する。日中は2番のりばに普通列車が1両停まっている。他にも留置線が4番線の向こう側に、引上線が中村方面側に設けられている。
かつてkioskが営業していたが2016年6月24日をもって閉店した。観光列車「志国土佐 時代の夜明けのものがたり」運行開始に合わせて駅舎内が改装され、喫茶店が営業している。

### 土佐くろしお鉄道
簡易委託駅。早朝・夜間は駅員不在となる。自動券売機などの設備はない。
駅舎は2階建てで、JR四国の駅舎の北隣にある。ホームは1番のりばで単式ホーム1面1線を有する。このホームに停車する列車は中村・宿毛方面行きの普通列車のみである。なお、夜間は3両の普通列車が1番のりばに泊する。1番のりばはJR四国とは線路がつながっていないため、土佐くろしお鉄道とJRを直通する特急列車はJRホームに発着する。

### のりば
| のりば | 会社             | 路線    | 種別       | 行先                       | 備考                                         |
| ------ | ---------------- | ------- | ---------- | -------------------------- | -------------------------------------------- |
| 1      | 土佐くろしお鉄道 | ■中村線 | 普通       | 中村・宿毛方面             | 当駅始発。このホームのみ土佐くろしお鉄道管轄 |
| 2・3   | 土佐くろしお鉄道 | ■中村線 | 特急       | 中村・宿毛方面             | 土讃線から直通の特急                         |
| 2・3   | JR四国           | ■土讃線 | 特急・普通 | 須崎・高知・高松・岡山方面 |                                              |
| 4      | JR四国           | ■予土線 | 普通       | 江川崎・宇和島方面         | 中村線経由で直通                             |

- 夜間滞泊が設定されている。

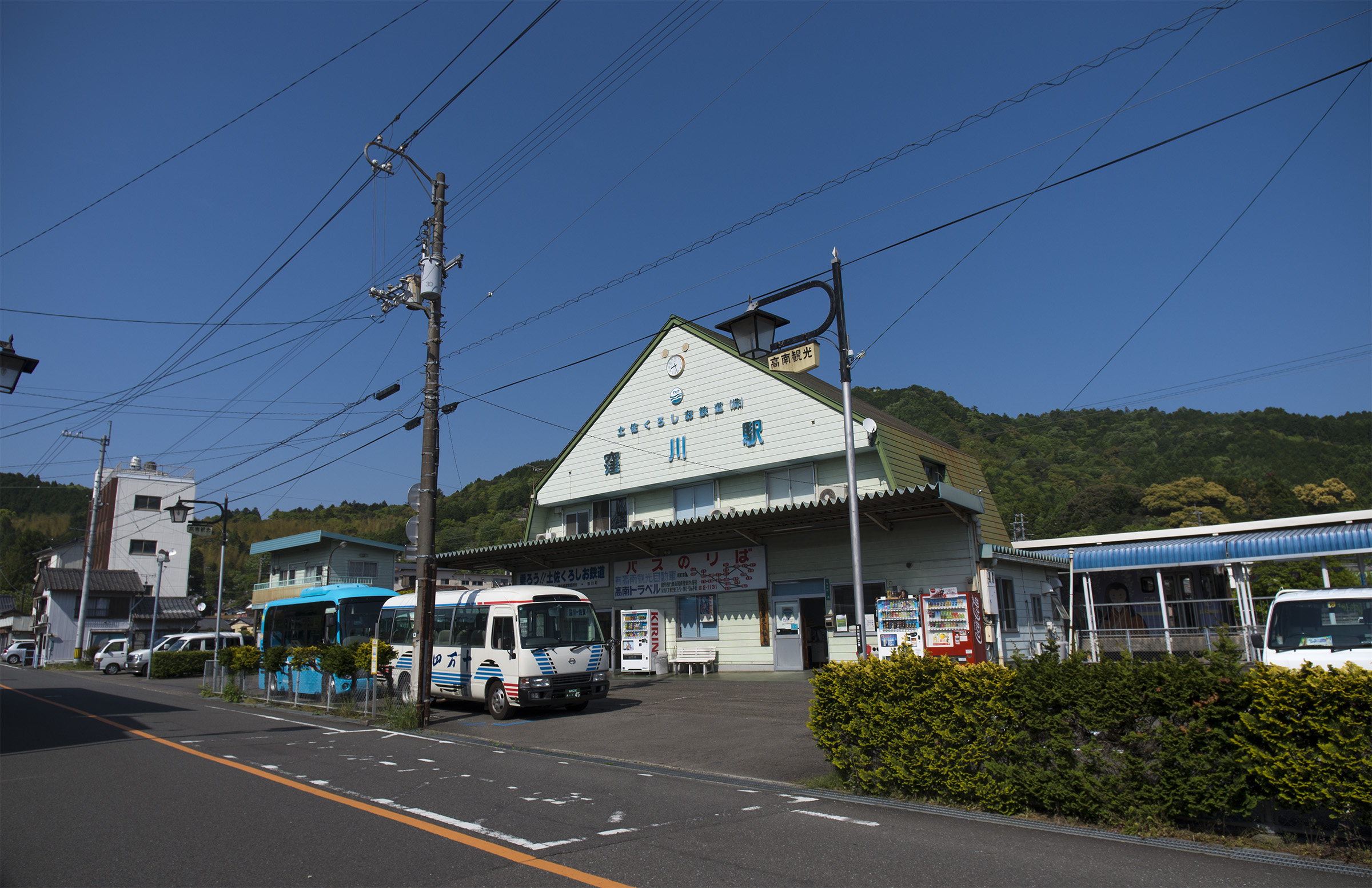
土佐くろしお鉄道の駅舎（2013年5月）
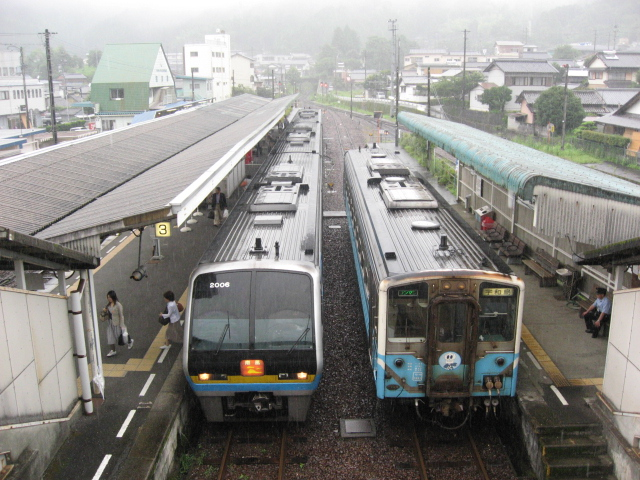
3・4番ホーム（2007年7月）
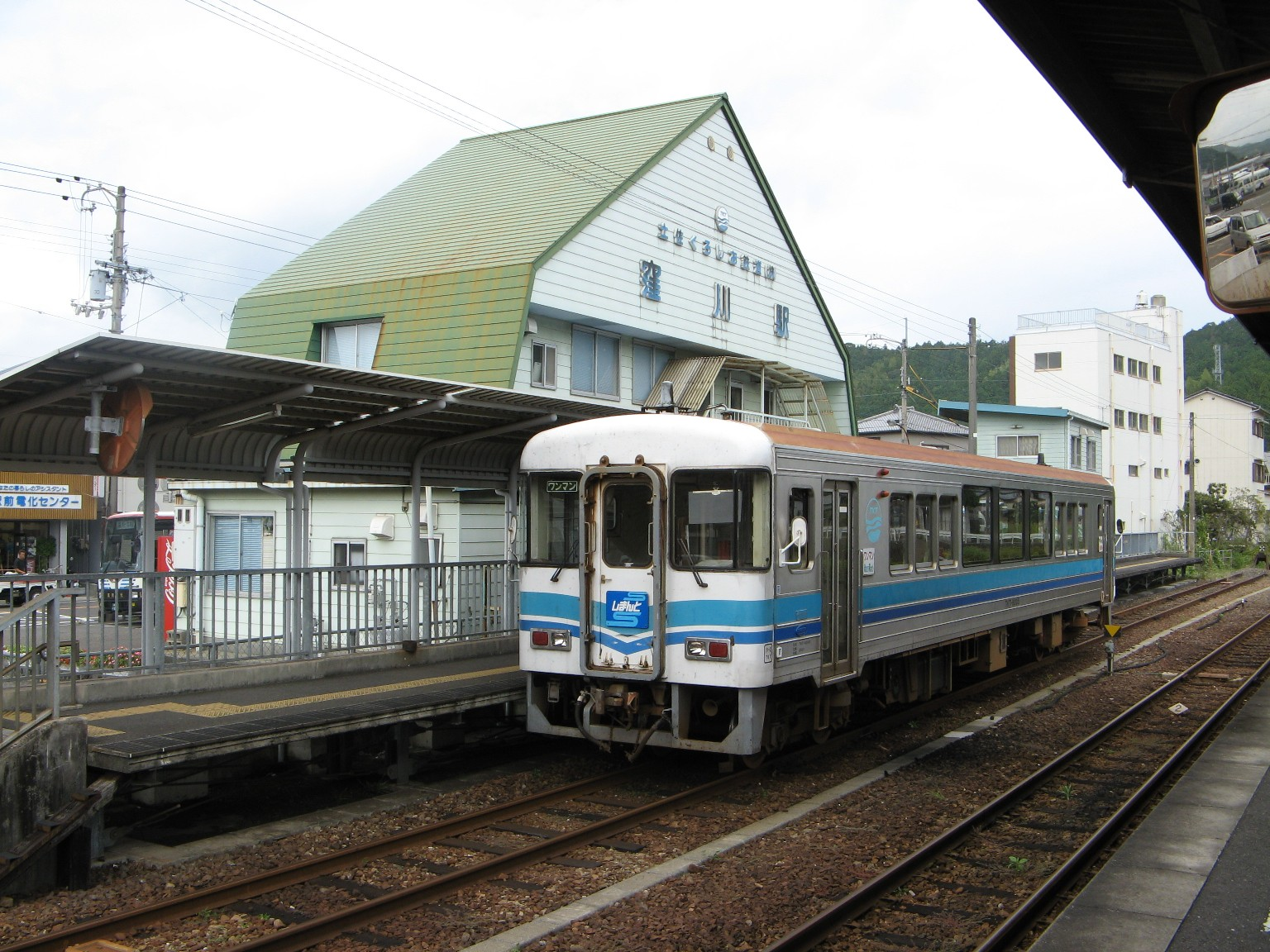
土佐くろしお鉄道の駅舎とTKT-8000形車両（2007年10月）

## 利用状況
- JR四国 - 2017年度の1日平均乗降人員は1,072人である。
- 土佐くろしお鉄道 - 2017年度の1日平均乗降人員は325人である。[7][8]

| 1日平均乗降人員推移 | 1日平均乗降人員推移 | 1日平均乗降人員推移 |
| 年度                | JR四国              | 土佐くろしお鉄道    |
| ------------------- | ------------------- | ------------------- |
| 2011年              | 1,080               | 293                 |
| 2012年              | 1,038               | 293                 |
| 2013年              | 1,036               | 299                 |
| 2014年              | 962                 | 281                 |
| 2015年              | 1,002               | 299                 |
| 2016年              | 1,054               | 291                 |
| 2017年              | 1,072               | 325                 |

## 駅周辺
- 四万十ショッピングプラザ
- 岩本寺 - 四国八十八箇所霊場の第三十七番札所。駅から徒歩約5分。列車で高知方面から来て中村方面に向かう場合、駅を出てカーブを曲がった右手に見下ろせる。昭和58年に新築された本堂の天井には一般市民が書いた575枚の天井絵が飾られている。
- 四万十川 - 岩本寺を過ぎてすぐ右手に見え始め、次の若井駅まで併走する。列車で高知方面から来て中村方面に向かう場合、四万十川本流がこの次に見えるのは中村駅を過ぎた先になる。
- 四万十交通[9] - 本社・車庫 - 四万十町を中心に路線を展開するバス事業会社。土佐くろしお鉄道の駅舎前からバスが発車する。土佐くろしお鉄道側駅舎の切符販売も受託している（切符販売については日・祝は休業）。
- 高知県窪川警察署
- 四万十町役場 - 庁舎が線路を挟んで東西に分かれており、跨線橋によって連絡している。なお、跨線橋は24時間通行可能であり、当駅の自由通路としての代替となっている。
- 高知県農業協同組合（JA高知県）四万十支所（高西地区本部）
- 高知県立窪川高等学校
- 四万十町立窪川小学校
- 窪川郵便局
- 国道56号
- 国道381号
- 高知県道19号窪川船戸線
- 学園通り - 駅前から四万十町立窪川中学校を結ぶ道路の愛称。

## バス路線
| 運行事業者                        | 路線・行先 | 備考 |
| 高速バス                          | 高速バス | 高速バス |
| --------------------------------- | --- | --- |
| 高知西南交通 小田急ハイウェイバス | しまんとエクスプレス：新宿駅 | 夜行、季節運行 |
| 高知西南交通 近鉄バス             | しまんとブルーライナー：京都駅 | 夜行 |
| 一般路線バス                      | | |
| 四万十交通                        | 土佐興津 飯ノ川 志和 床鍋 松葉川温泉 大野見役場前 北の川 折合 影野 佐賀 | 床鍋行、影野行は土休日運休 |
| 四万十町コミュニティバス          | 東北ノ川線：奥川奥・東北ノ川奥方面（循環） 川ノ内線：川ノ内 奥呉地線：奥呉地 床鍋線：七子峠床鍋 飯ノ川線：飯ノ川奥 道徳線：道徳奥 払川線：払川奥 神ノ川線：水源地・奥神ノ川 折合線：折合奥 若井川線：峰の上 相去線：相去西谷 | 「道徳線」「払川線」は月曜運転 「奥呉地線」「折合線」は火曜運転 「川ノ内線」「若井川線」「相去線」は水曜運転 「床鍋線」「神ノ川線」は木曜運転。また、「神ノ川線」水源地 - 奥神ノ川は予約制 「東北ノ川線」「飯ノ川線」は金曜運転 |

## 隣の駅
四国旅客鉄道（JR四国）
■土讃線
- 特急「しまんと」「あしずり」停車駅、「志国土佐 時代の夜明けのものがたり」発着駅

■普通
仁井田駅 (K25) - 窪川駅 (K26)
■予土線（当駅 - 若井間は土佐くろしお鉄道中村線）
窪川駅 (TK26) - 若井駅 (TK27)
土佐くろしお鉄道
■中村線
- 特急「しまんと」「あしずり」停車駅

■普通
窪川駅 (TK26) - 若井駅 (TK27)